# Almere

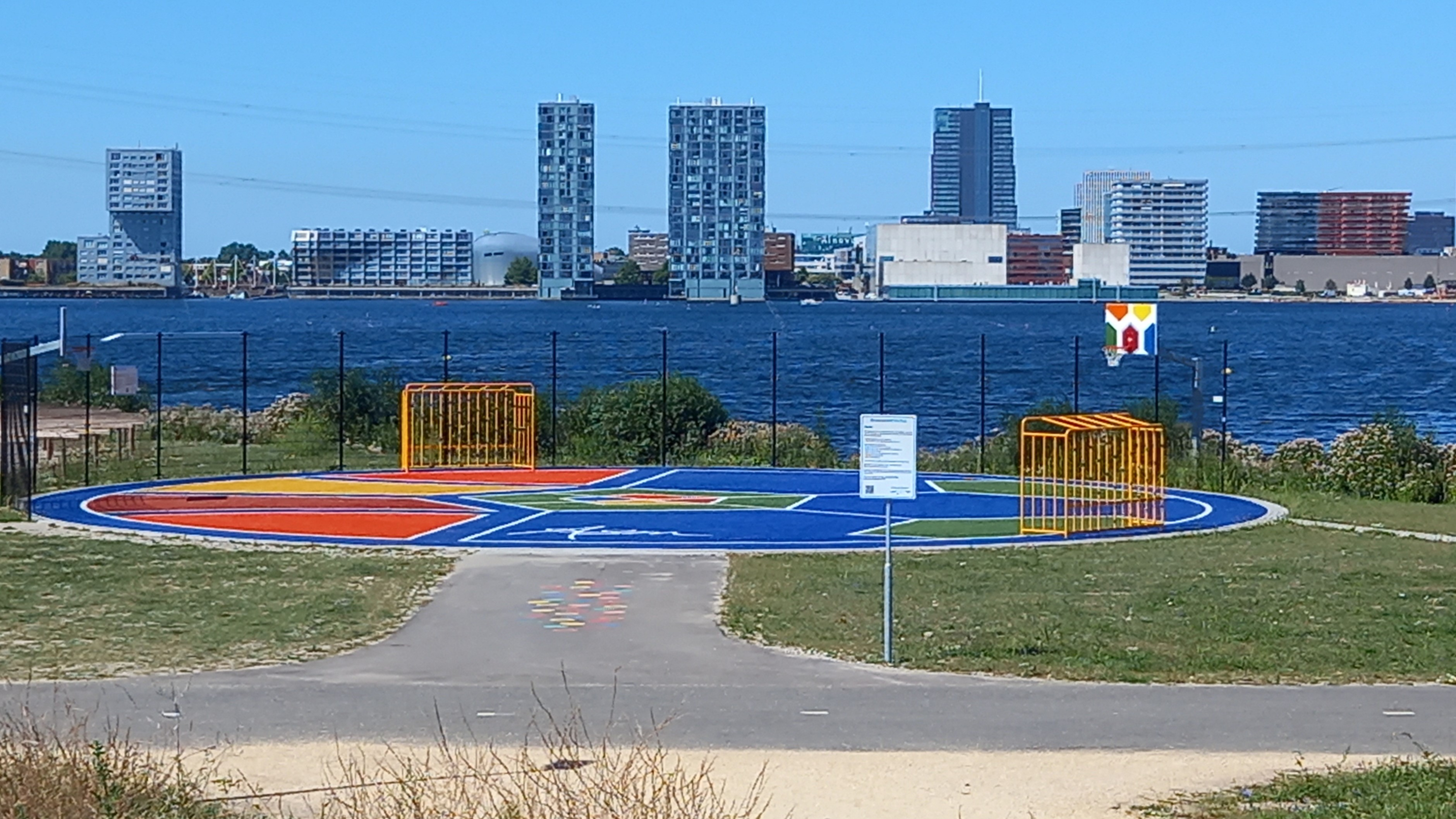
Skyline von Almere Stad (2022)

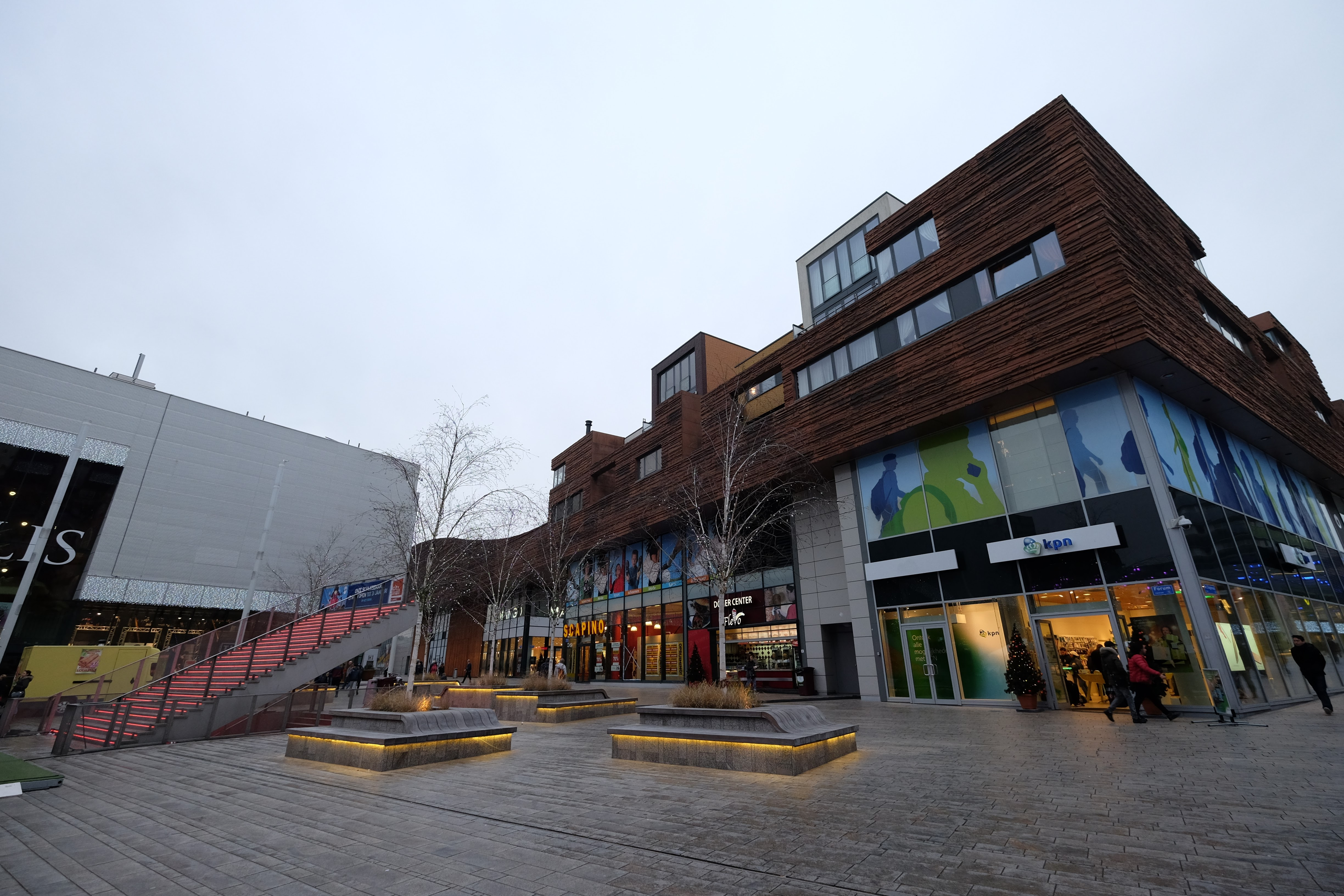
Stadtzentrum von Almere

Almere [ɑlˈmeːrə] ⓘ ist die achtgrößte Gemeinde der Niederlande und die größte Gemeinde der Provinz Flevoland. Sie hat 229.570 Einwohner (Stand 1. Januar 2025) und liegt zwischen Amsterdam und der Provinzhauptstadt Lelystad.

## Geographie

### Lage
Almere liegt im Südwesten des südlichen IJsselmeerpolders.

### Entfernungen
Entfernungen von Almere:
- Amsterdam 25 km
- Schiphol 45 km
- Utrecht 40 km
- Amersfoort 40 km

### Stadtteile
Almere besteht aus den Stadtteilen Almere Buiten, Almere Haven (der älteste Stadtteil), Almere Hout, Almere Pampus, Almere Poort und Almere Stad (weiter unterteilt in Stad Centrum, Stad Oost und Stad West). Almere ist die am stärksten wachsende Stadt der Niederlande. Vor allem in den neuen Stadtteilen Almere Hout und Almere Poort findet eine rege Bautätigkeit statt. In der gesamten Stadt werden die Verkehrswege streng getrennt. So gibt es separate Busspuren, die nur dem öffentlichen Verkehr vorbehalten sind. Die Busse haben an jeder Kreuzung mit dem Individualverkehr eine durch Ampeln geregelte Vorfahrt. Für die Radfahrer gibt es eigene Radwege, die getrennt vom übrigen Verkehr durch die Stadt führen.
Der Stadtteil Almere Stad umfasst das Stadtzentrum mit dem Rathaus. Die Stadtplaner haben dabei versucht, dieser neuen Innenstadt einigermaßen das Aussehen einer altholländischen Stadt zu verleihen.
| Name | Almere Haven | Almere Stad | Almere Buiten | Almere Hout | Almere Poort | Almere Pampus |
| Jahr | 1976         | 1980        | 1984          | 1991        | 2000         | 2009          |
| Lage |              |             |               |             |              |               |

Zwei weitere Stadtteile sollen entstehen: Almere IJland und Almere Oosterwold. Bei der Planung und Erschließung des letzten Stadtteils werden Probleme erwartet, da er auf dem Gebiet der jetzigen Gemeinde Zeewolde errichtet werden soll.

## Geschichte

### Name
Der Name Almere geht auf einen gleichnamigen Süßwassersee (siehe auch: Zuiderzee) zurück, den es nach historischen Urkunden im Frühmittelalter an der Stelle des heutigen IJsselmeeres gab, und bedeutet auf Deutsch übersetzt „Aal-Gewässer“.

### Neue Gemeinde
Im Rahmen der Zuiderzeewerke wurde das heutige Gemeindegebiet trockengelegt. Seit 1975 wird Almere auf dem südlichen Teil des Flevolandpolders etwa 25 Kilometer östlich von Amsterdam errichtet.
Zunächst wurde der Stadtteil Almere Haven mit seinen Stadtvierteln errichtet. Das zweite Hauptansiedlungsgebiet war dann das Zentrum, also Almere Stad. Almere Buiten als dritter Stadtteil ist fast fertiggestellt. Mittlerweile wurde auch im weit vom Zentrum entfernt liegenden und nicht in das Stadtbussystem integrierten Stadtteil Almere Hout die erste Siedlung (Vogelhorst) errichtet. Die neuesten Baumaßnahmen richten sich auf den Stadtteil Almere Poort, der in den nächsten Jahren eine Großzahl neuer Bewohner aufnehmen wird.

### Entwicklung der Einwohnerzahl
| Datum          | Stadtteil     | Stadtteil    | Stadtteil      | Stadtteil     | Stadtteil    | Stadtteil      | Almere insgesamt |
| Datum          | Wijk 01 Haven | Wijk 02 Stad | Wijk 03 Buiten | Wijk 04 Poort | Wijk 05 Hout | Wijk 06 Pampus | Almere insgesamt |
| -------------- | ------------- | ------------ | -------------- | ------------- | ------------ | -------------- | ---------------- |
| 1. Januar 1970 |               |              |                |               |              |                | 52               |
| 1. Januar 1975 |               |              |                |               |              |                | 47               |
| 1. Januar 1980 | 6.596         |              |                |               |              |                | 6.632            |
| 1. Januar 1985 | 21.410        | 17.240       | 1.559          |               |              |                | 40.297           |
| 1. Januar 1990 | 22.355        | 37.024       | 11.499         |               |              |                | 71.087           |
| 1. Januar 1995 | 22.376        | 58.816       | 22.740         |               | 564          |                | 104.496          |
| 1. Januar 2000 | 22.237        | 83.934       | 35.290         |               | 1.336        |                | 142.797          |
| 1. Januar 2005 | 22.590        | 103.560      | 47.358         | 134           | 1.366        |                | 175.008          |
| 1. Januar 2010 | 22.266        | 107.804      | 54.899         | 1.764         | 1.344        |                | 188.077          |
| 1. Januar 2015 | 21.943        | 108.176      | 55.818         | 9.489         | 1.509        |                | 196.935          |
| 1. Januar 2020 | 23.275        | 109.805      | 56.970         | 16.760        | 5.060        |                | 211.870          |

Die Bewohner von Almere Pampus werden derzeit noch dem Stadtteil Almere Stad zugerechnet und dort mitgezählt.

## Politik

### Gemeinderat
Die Gemeinderatswahl im Jahr 2022 ergab folgendes Wahlergebnis:
| Partei                                | Prozent | Sitze |
| ------------------------------------- | ------- | ----- |
| VVD                                   | 13,17 % | 6     |
| PVV                                   | 9,73 %  | 5     |
| PvdA                                  | 9,59 %  | 4     |
| D66                                   | 8,43 %  | 4     |
| SP                                    | 8,22 %  | 4     |
| PvdD                                  | 7,6 %   | 3     |
| GroenLinks                            | 7,56 %  | 3     |
| Leefbaar Almere                       | 5,99 %  | 3     |
| BIJ1                                  | 4,96 %  | 2     |
| ChristenUnie                          | 4,73 %  | 2     |
| 50PLUS                                | 4,72 %  | 2     |
| FvD                                   | 4,02 %  | 2     |
| CDA                                   | 3,91 %  | 2     |
| DENK                                  | 3,13 %  | 1     |
| Almere Partij/Ouderen Politiek Actief | 2,31 %  | 1     |
| Respect Almere                        | 1,94 %  | 1     |

### Bürgermeister und Beigeordnete
In der Legislaturperiode von 2022 bis 2026 besteht eine Koalition aus VVD, D66, 
SP, PvdD, Leefbaar Almere, ChristenUnie und CDA.
Alle Koalitionsparteien sind mit je einem Beigeordneten im College van B&W vertreten sind.
Die neuen Beigeordneten wurden im Rahmen einer Ratssitzung am 14. Juli 2022 berufen. Folgende Personen gehören zum College van B&W und sind in folgenden Bereichen zuständig:
| Funktion         | Name               | Partei          | Ressort | Anmerkung                                       |
| ---------------- | ------------------ | --------------- | --- | ----------------------------------------------- |
| Bürgermeister    | Hein van der Loo   | parteilos       | Verwaltung, öffentliche Ordnung, Sicherheit und internationale Zusammenarbeit | seit dem 8. März 2023 im Amt                    |
| Beigeordnete     | Julius Lindenbergh | VVD             | Wohnen, Raumentwicklung, Koordination Almere 2.0, Bodenwirtschaft, Mobilität, Programmlinie Almere 2.0: Erneuerndes Wohnen, Durchführungsagenda Almere, Stadt mit Zukunft: Pampus und IJmeer-Verbindung | erste Stellvertreterin des Bürgermeisters       |
| Beigeordnete     | Maaike Veeningen   | D66             | Wirtschaft, Entwicklung des Stadtzentrums, städtische Erneuerung in Almere-Buiten und -Haven, Bildung, Sport, Diversität und Inklusivität, Programmlinie Almere 2.0: Herz der Stadt, Lehr- und Arbeitsumgebung | zweite Stellvertreterin des Bürgermeisters      |
| Beigeordnete     | Alexander Sprong   | SP              | Umwelt und Klima, Vorkommen und Bekämpfung von Energiearmut, Genehmigungen, Überwachung und Ordnungsamt, Flächennutzungspläne, Immobilien, Programmlinie Almere 2.0: zirkuläre Wirtschaft und Energie, Durchführungsagenda Almere, Stadt mit Zukunft: Smart Mobility                                                                                                  | dritter Stellvertreter des Bürgermeisters       |
| Beigeordnete     | Jesse Luijendijk   | PvdD            | Verwaltung des öffentlichen Raumes, Klimaanpassung, Biodiversität, Tierwohl, Natur und Gewässer, städtische Landwirtschaft und Lebensmittelversorgung, zirkuläre Rohstoffe, Koordination der Nachhaltigkeitsagenda, Programmlinie Almere 2.0: Grün und Identität mit dem Wasser, Durchführungsagenda Almere, Stadt mit Zukunft: Bewirtschaftung IJmeer und Markermeer | vierter Stellvertreter des Bürgermeisters       |
| Beigeordnete     | Kees Ahles         | Leefbaar Almere | Finanzen, Organisation, Dienstleistung, Kunst und Kultur, Programmlinie Almere 2.0: Kultur, Tourismus und Sport | fünfter Stellvertreter des Bürgermeisters       |
| Beigeordnete     | Roelie Bosch       | ChristenUnie    | Jugend(hilfe) und Familie, Bildung, Wohl, Lebensqualität | sechste Stellvertreterin des Bürgermeisters     |
| Beigeordnete     | Froukje de Jonge   | CDA             | Arbeit und Einkommen, Armut und Verschuldung, Pflege von Kranken und Behinderten sowie Pflegewohneinrichtungen, Asyl und Einbürgerung, Volksgesundheit, stadtteil- und stadtviertel-gerichtetes Arbeiten, Durchführungsagenda Almere, Stadt mit Zukunft: präventive Stadtteilentwicklung                                                                              | siebte Stellvertreterin des Bürgermeisters      |
| Gemeindesekretär | Jan Dirk Pruim     | —               | — | interimistisch; seit dem 1. Februar 2022 im Amt |

### Wappen
Beschreibung: Im achtfach rot-schwarz geständerten Wappen (Schragenkreuz) ein goldener Schild mit einem schwarzen Boot mit blauem geblähtem Segel  mit silberner Lilie auf einem silbernen Schildfuß  mit zwei blauen Wellen.
Auf dem Wappenschild ruht eine goldene Krone. Er wird von zwei silbernen rot behuften und mit rotem Schwanzkamm und ebenso gefärbter Flosse gezierten Seepferden gehalten.

### Städtepartnerschaften
- Aalborg, Dänemark

### Mit Almere freundschaftlich verbundene Städte
- České Budějovice, Tschechien
- Haapsalu, Estland
- Kumasi, Ghana
- Lancaster, Vereinigtes Königreich
- Milton Keynes, Vereinigtes Königreich
- Rendsburg, Deutschland
- Växjö, Schweden

## Verkehr

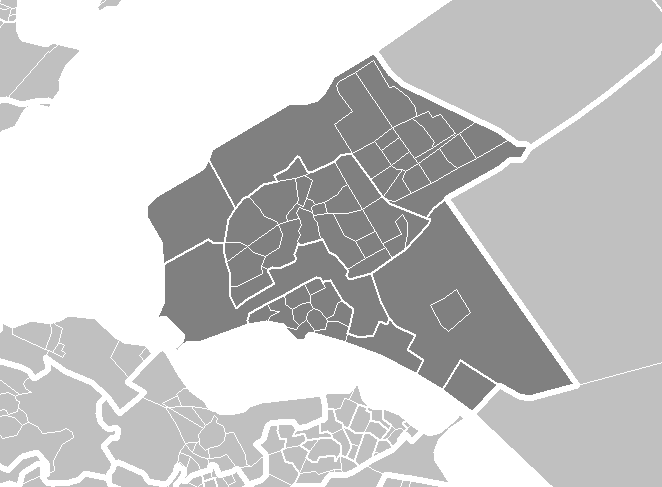
Umgebung von Almere

### Autobahn
Almere liegt an den Autobahnen A6 und A27. Die Autobahnverbindung nach Amsterdam ist insbesondere zur Hauptverkehrszeit schon heute hochbelastet. Allein die „Hollandse Brug“ wird täglich von mehr als 100.000 Fahrzeugen passiert.

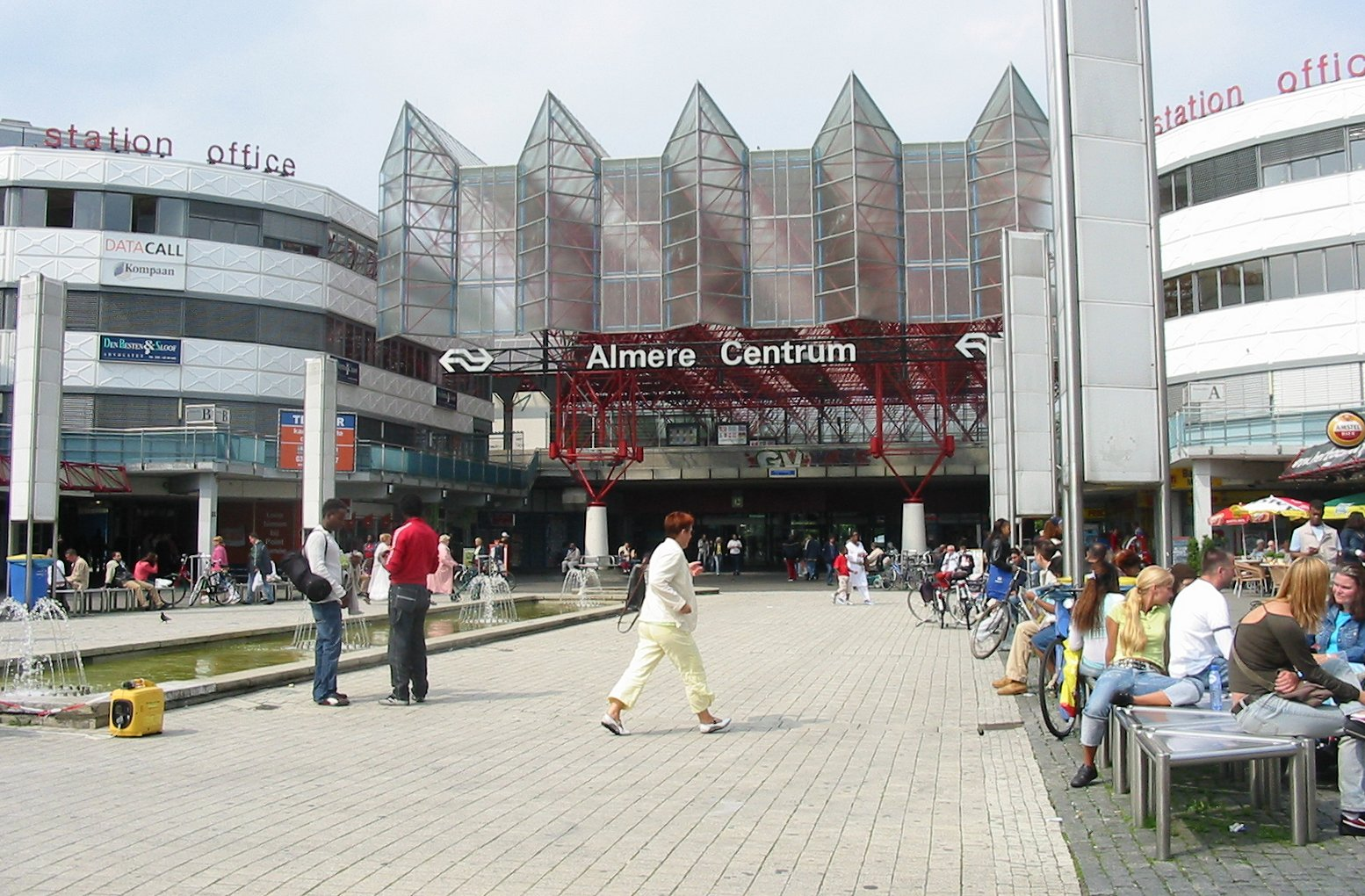
Bahnhof Almere Centrum

### Eisenbahn
Almere liegt an der Bahnstrecke Weesp–Lelystad, welche Almere u. a. mit Amsterdam und Utrecht verbindet. Da die Stadt ständig weiter wächst, wurden mit der Zeit immer mehr neue Bahnhöfe benötigt, weshalb Almere mittlerweile über sechs Bahnhöfe verfügt. Der Behelfsbahnhof Almere Strand wurde nur zu besonderen Veranstaltungen am Strand von Almere angefahren. Er wurde mittlerweile abgebrochen, da er mit der Eröffnung des Bahnhofs Poort, der nur wenige hundert Meter entfernt ist, überflüssig wurde. Der Bahnhof Centrum wird von allen auf der Strecke verkehrenden Zügen bedient. Die Bahnhöfe Poort, Muziekwijk, Parkwijk, Buiten und Oostvaarders werden von den „Sprintern“ bedient. Bis zum Winterfahrplan 2012 hielten auch in Almere Buiten Intercityzüge, danach nur Sprinter. Seit dem Fahrplanwechsel 2016/2017 wird dieser Bahnhof wieder zwei Mal pro Stunde von Intercityzügen bedient.

### Öffentlicher Personennahverkehr
In Almere gibt es insgesamt zehn Buslinien und drei Nachtbuslinien, die seit Ende 2017 von der Firma Keolis Nederland unter der Marke allGo betrieben werden.

## Sport
- Seit der Saison 2023/2024 spielt der in der Stadt beheimatete Almere City FC in der Eredivisie, der höchsten Fußball-Profiliga der Niederlande.
- Jedes Jahr im August findet ein Klassiker-Rennen der europäischen Triathlon-Szene statt. Beim Almere Holland Triathlon, seit 2013 Challenge Almere-Amsterdam geht es über die traditionelle Ironman- und die Halbdistanz (Challenge Family). Geschwommen wird im Weerwater, einem See innerhalb der Stadt Almere. Das Rennen wird seit den 1980er Jahren ausgetragen und ist eine der ältesten Triathlonveranstaltungen der Welt.
- In den Jahren 2003 und 2004 fanden Motorbootrennen der Klasse Formel ADAC MSG Motorboot Cup in Almere Haven statt.
- 2016 fand das Jongliertreffen European Juggling Convention statt.

## Sehenswürdigkeiten
- Naturgebiet Oostvaardersplassen nordöstlich der Stadt.

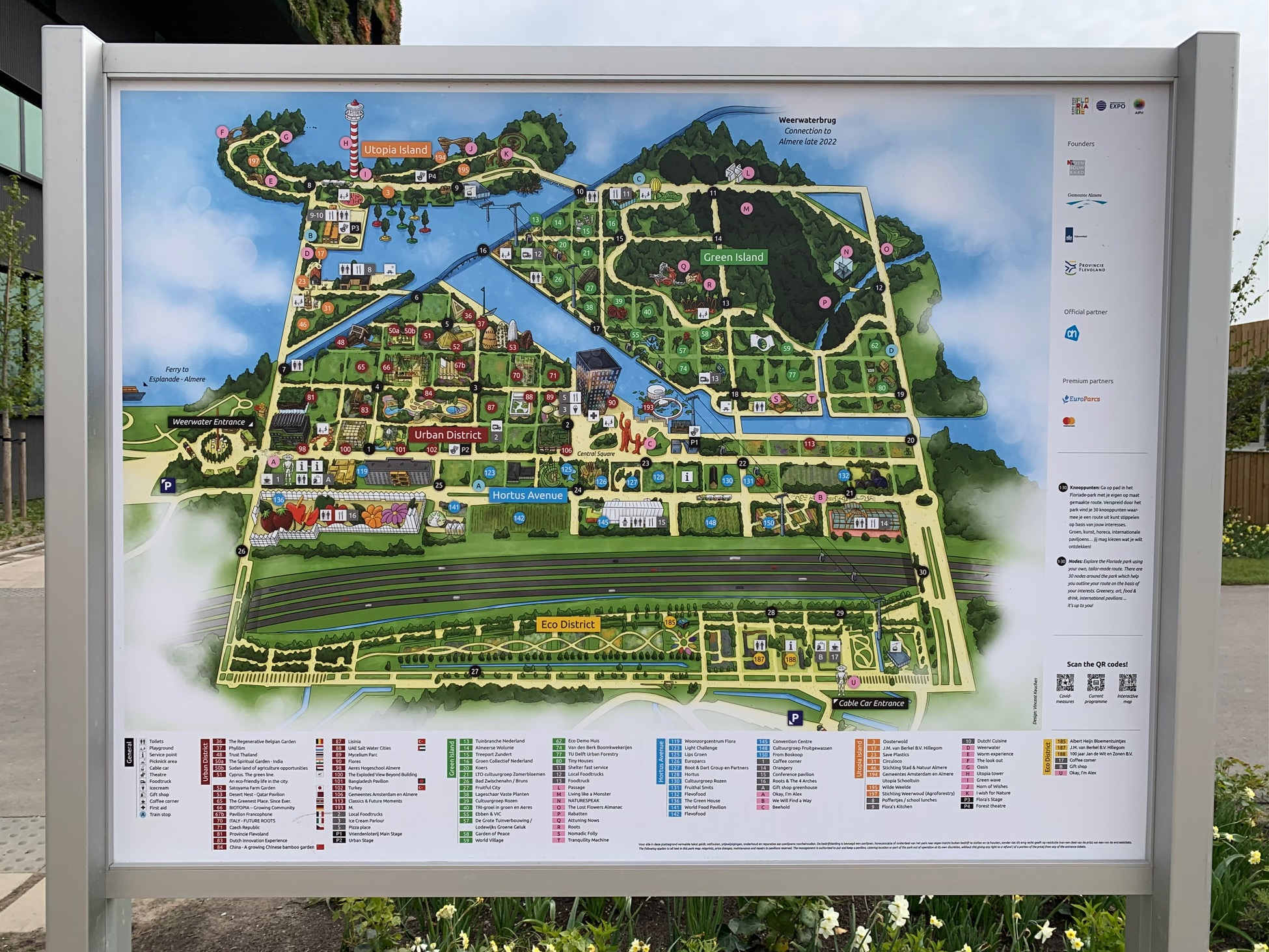
Kartendarstellung des Ausstellungsgeländes

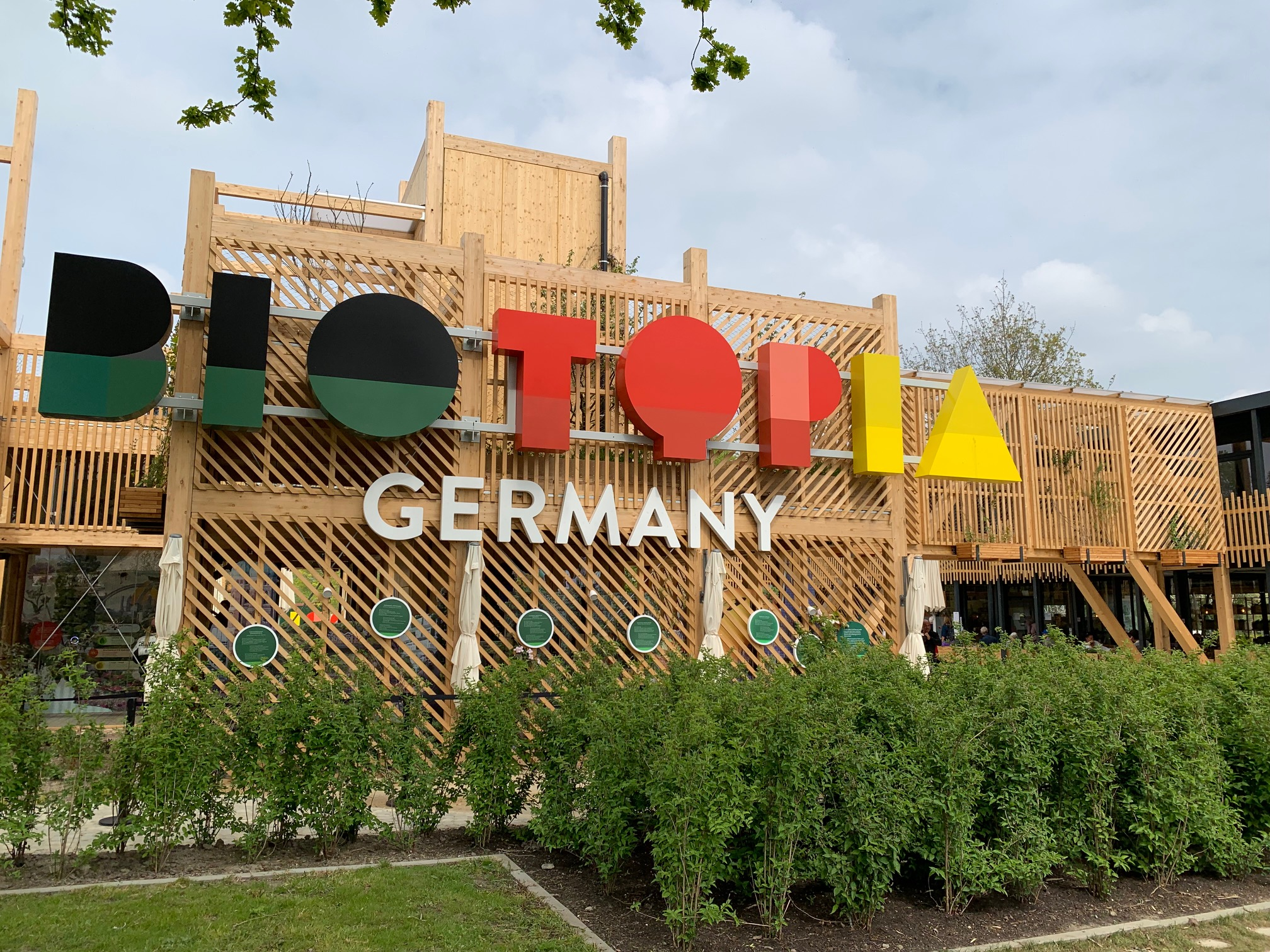
Deutscher Pavillon auf der Floriade

Die Stadt richtete vom 14. April bis zum 9. Oktober 2022 die siebte Floriade aus, eine Internationale Gartenbauausstellung, die in den Niederlanden alle zehn Jahre stattfindet. In Teilen der Ausstellungsgeländes wird nach dem Ende der Ausstellung Wohnbebauung integriert.

## Söhne und Töchter der Stadt
- Danny Masseling (* 1981), DJ
- Hedwiges Maduro (* 1985), Fußballspieler
- Jarno Gmelich (* 1989), Radrennfahrer
- Mike van der Hoorn (* 1992), Fußballspieler
- Desiree van Lunteren (* 1992), Fußballspielerin
- Tessel Middag (* 1992), Fußballspielerin
- Kiran Badloe (* 1994), Windsurfer
- Kevin Doets (* 1998), Dartspieler
- Ché Nunnely (* 1999), Fußballspieler
- Enrico Hernández (* 2001), Fußballspieler
- Nordin Musampa (* 2001), Fußballspieler
- Kimberly Kalee (* 2002), Bahnradsportlerin
- Noah Ohio (* 2003), englisch-niederländischer Fußballspieler
- Amourricho van Axel Dongen (* 2004), niederländisch-surinamischer Fußballspieler
- Kayden Wolff (* 2006), Fußballspieler
- Jadiel Pereira da Gama (* 2009), Fußballspieler